# بیمارستان کودکان ناخوش ویکتوریا
بیمارستان کودکان ناخوش ویکتوریا (انگلیسی: Victoria Hospital for Sick Children) ساختمانی در شهر تورنتو کاناداست که تا سال ۱۹۵۱ به‌عنوان بیمارستان فعال بود و امروزه، «مرکز و بانک خون» است. این ساختمان از هیئت تاریخی تورنتو تقدیرنامه استفاده مجدد تطبیقی را دریافت کرده‌است.
این بیمارستان در سال ۱۸۹۲ و با همت الیزابت مک‌مستر راه‌اندازی شد و تا سال ۱۹۵۱ یک بیمارستان تخصصی کودکان بود. اختراع حریرهٔ کودک پابلوم، به‌کارگیری پرتو ایکس یکپارچه در ۱۸۹۶ و تلاش برای پاستوریزه کردن اجباری، همگی در این بیمارستان صورت گرفت. این ساختمان در نزدیکی بیمارستان عمومی تورنتو واقع است.